# Фрегати типу «Галіфакс»

Фрегати типу «Галіфакс» (англ.  Halifax-class frigate) — тип багатоцільових фрегатів ОРО, з 1992 року перебувають на озброєнні ВМС Канади. Результат розпочатої у 1970-х роках програми по заміні застарілих есмінців типів Аннаполіс, Макензі, Рестигуш і Сен-Лоран. Крім традиційного протичовнового озброєння, кораблі несли засоби для протидії надводним і повітряним цілям. Першим з дванадцяти кораблів серії став Halifax. Свої імена кораблі отримали на честь столиць або найбільших міст десяти канадських провінцій, а також міст Оттава і Монреаль.
У 2007 році уряд Канади озвучив плани з модернізації кораблів серії. У листопаді 2008 року контракт на проведення робіт отримала група компаній на чолі з Lockheed Martin Canada. Планування робіт було завершено в листопаді 2016 року, модернізація всіх 12 кораблів повинна завершитися в 2018 році.
У жовтні 2011 року також було оголошено про розробку нового проекту перспективного корабля флоту Канади, який повинен буде замінити фрегати типу «Галіфакс» і есмінці типу «Ірокез». Будівництво цих кораблів заплановано на початок 2020-х років.

## Проект
Роботи з проектування корабля було розпочато в 1977 році в рамках Canadian Patrol Frigate Program з метою заміни застарілих есмінців, які перебували на озброєнні флоту. У липні 1983 року урядом було затверджено бюджет на будівництво першої серії з шести фрегатів. У грудні 1987 року було замовлено ще шість кораблів. Відображаючи зміни в довгостроковій стратегії розвитку флоту, фрегати проектувалися як багатоцільові кораблі з особливим акцентом на дії проти підводних човнів.
Водотоннажність фрегатів становила 4830 тонн. Максимальна довжина 134,65 м, ширина — 16,36 м, осадка — 4,98 м. В цілому, корабель вийшов більшим, ніж есмінці типу «Ірокез». Рушій корабля — два гвинти регульованого кроку, які працюють від ЕУ CODOG, що включає в себе дві газотурбінні установки General Electric LM2500 і дизельний двигун SEMT Pielstick. Корабель розвиває швидкість до 29 вузлів. При русі на дизельному двигуні зі швидкістю 15 вузлів, дальність плавання становить 7000 миль.

### Озброєння
Для пошуку і знищення підводних човнів на відстані від корабля, фрегат несе на борту протичовновий вертоліт CH-124 Sea King. Вертоліт може здійснювати зліт і посадку при хвилюванні до 6 балів. Для ураження підводних човнів поблизу, фрегати мають на озброєнні протичовнові торпеди Mark 46, що запускаються з двох торпедних апаратів.
Протикорабельне озброєння складається з двох пускових установок ракет «Гарпун», розташованих у середній частині корпусу між ангаром і трубою. Протиповітряна оборона забезпечується пусковими установками ЗРК «Сі Сперроу»(Sea Sparow, Морський горобець), а для відбиття повітряних атак поблизу корабель озброєний ЗАК «Phalanx», встановленим на даху вертолітного ангара.
У носовій частині корабля встановлена 57-мм артилерійська установка Bofors SAK 57, скорострільність становить 220 пострілів за хвилину, дальність ведення вогню — 17 км
На озброєнні кораблів є два комплекси постановки перешкод Shield Mark 2, виробництва BAE Systems. Є комплекс протиторпедного захисту AN/SLQ-25 Nixie.
Дві РЛС управління вогнем SPG-503 (STIR 1.8) виробництва Thales Nederland розташовані на даху містка і на майданчику перед ангаром. Також кораблі оснащені РЛС повітряного огляду AN/SPS-49, РЛС виявлення надводних цілей Ericsson HC150 Sea Giraffe і навігаційної РЛС Kelvin Hughes type 1007. Гідроакустичне озброєння складається з підкильної ГАС AN/SQS-510 і комплексу CANTASS з буксируваною антеною.

## Список кораблів
| Назва           | Номер   | Судноверф                          | Дата закладки        | Дата спуску на воду | Дата вступу до складу флоту | Примітки |
| --------------- | ------- | ---------------------------------- | -------------------- | ------------------- | --------------------------- | -------- |
| Halifax         | FFH 330 | Saint John Shipbuilding, Сент-Джон | 19 березня 1987 року | 30 квітня 1988 року | 29 червня 1992 року         | У строю  |
| Vancouver       | FFH 331 | Saint John Shipbuilding, Сент-Джон | 19 травня 1988 року  | 8 липня 1989 року   | 23 серпня 1993 року         | У строю  |
| Ville de Québec | FFH 332 | MIL Davie Shipbuilding, Лозон      | 16 грудня 1988 року  | 16 травня 1991 року | 14 липня 1994 року          | У строю  |
| Toronto         | FFH 333 | Saint John Shipbuilding, Сент-Джон | 22 квітня 1989 року  | 18 грудня 1990 року | 29 липня 1993 року          | У строю  |
| Regina          | FFH 334 | MIL Davie Shipbuilding, Лозон      | 6 жовтня 1989 року   | 25 січня 1992 року  | 29 грудня 1993 року         | У строю  |
| Calgary         | FFH 335 | MIL Davie Shipbuilding, Лозон      | 15 червня 1991 року  | 28 серпня 1992 року | 12 травня 1995 року         | У строю  |
| Montréal        | FFH 336 | Saint John Shipbuilding, Сент-Джон | 8 лютого 1991 року   | 28 лютого 1992 року | 21 липня 1994 року          | У строю  |
| Fredericton     | FFH 337 | Saint John Shipbuilding, Сент-Джон | 25 квітня 1992 року  | 26 червня 1993 року | 10 вересня 1994 року        | У строю  |
| Winnipeg        | FFH 338 | Saint John Shipbuilding, Сент-Джон | 20 березня 1993 року | 25 червня 1994 року | 23 червня 1996 року         | У строю  |
| Charlottetown   | FFH 339 | Saint John Shipbuilding, Сент-Джон | 18 грудня 1993 року  | 1 жовтня 1994 року  | 9 вересня 1995 року         | У строю  |
| St. John's      | FFH 340 | Saint John Shipbuilding, Сент-Джон | 24 серпня 1994 року  | 26 серпня 1995 року | 26 червня 1996 року         | У строю  |
| Ottawa          | FFH 341 | Saint John Shipbuilding, Сент-Джон | 29 квітня 1995 року  | 31 травня 1996 року | 28 вересня 1996 року        | У строю  |